# Luther Archimède
Luther Archimède (Les Abymes, 17 settembre 1999) è un calciatore francese, attaccante del Monterey Bay.

## Carriera

### Club

#### Gli inizi
Nato a Les Abymes, Archimède ha iniziato la sua carriera calcistica in Francia nelle giovanili dell'Istres. Nel 2016 si è trasferito al settore giovanile dello Sochaux. Rimase con lo Sochaux per tre anni prima di andare negli Stati Uniti per giocare a calcio al college con i Syracuse Orange.

#### Sochaux
Archimède è entrato a far parte del settore giovanile dello Sochaux nel 2016, proveniente da quello dell'Istres. Ha fatto il suo esordio in prima squadra il 7 gennaio 2019 nella sconfitta per 1-0 contro il Lilla in Coppa di Francia .

#### New York Red Bulls
Viene selezionato al 13º turno dell'MLS SuperDraft 2021 dai N.Y. Red Bulls. Il 19 aprile 2021, ha firmato un contratto con i N.Y. Red Bulls II.

### Nazionale
Con la nazionale Under-20 della Guadalupa ha preso parte al campionato nordamericano di calcio Under-20 nel 2018, chiudendo al terzo posto nella classifica marcatori con 6 reti in 5 presenze. Ha esordito in nazionale maggiore il 23 marzo 2019 nella sconfitta per 1-0 contro Martinica nella CONCACAF Nations League.
Ha partecipato alla CONCACAF Gold Cup 2021 ed alla CONCACAF Gold Cup 2023.

## Statistiche

### Cronologia presenze e reti in nazionale
| Cronologia completa delle presenze e delle reti in nazionale ― Guadalupa | Cronologia completa delle presenze e delle reti in nazionale ― Guadalupa | Cronologia completa delle presenze e delle reti in nazionale ― Guadalupa | Cronologia completa delle presenze e delle reti in nazionale ― Guadalupa | Cronologia completa delle presenze e delle reti in nazionale ― Guadalupa | Cronologia completa delle presenze e delle reti in nazionale ― Guadalupa | Cronologia completa delle presenze e delle reti in nazionale ― Guadalupa | Cronologia completa delle presenze e delle reti in nazionale ― Guadalupa |
| Data                                                                     | Città                                                                    | In casa                                                                  | Risultato                                                                | Ospiti                                                                   | Competizione                                                             | Reti                                                                     | Note                                                                     |
| ------------------------------------------------------------------------ | ------------------------------------------------------------------------ | ------------------------------------------------------------------------ | ------------------------------------------------------------------------ | ------------------------------------------------------------------------ | ------------------------------------------------------------------------ | ------------------------------------------------------------------------ | ------------------------------------------------------------------------ |
| 24-3-2019                                                                | Les Abymes                                                               | Guadalupa                                                                | 0 – 1                                                                    | Martinica                                                                | CONCACAF Nations League 2019-2020 - Qualificazioni                       | -                                                                        | 69’                                                                      |
| 24-6-2021                                                                | Fort-de-France                                                           | Martinica                                                                | 1 – 2                                                                    | Guadalupa                                                                | Amichevole                                                               | -                                                                        | 68’                                                                      |
| 3-7-2021                                                                 | Fort Lauderdale                                                          | Guadalupa                                                                | 2 – 0                                                                    | Bahamas                                                                  | Qual. Gold Cup 2021                                                      | -                                                                        | 70’                                                                      |
| 13-7-2021                                                                | Orlando                                                                  | Costa Rica                                                               | 3 – 1                                                                    | Guadalupa                                                                | Gold Cup 2021 - 1º turno                                                 | -                                                                        | 85’                                                                      |
| 17-7-2021                                                                | Orlando                                                                  | Guadalupa                                                                | 1 – 2                                                                    | Giamaica                                                                 | Gold Cup 2021 - 1º turno                                                 | -                                                                        | 14’                                                                      |
| 24-3-2023                                                                | Les Abymes                                                               | Guadalupa                                                                | 0 – 1                                                                    | Antigua e Barbuda                                                        | CONCACAF Nations League 2022-2023 - 1º turno                             | -                                                                        | 80’                                                                      |
| 26-3-2023                                                                | Santiago di Cuba                                                         | Cuba                                                                     | 1 – 0                                                                    | Guadalupa                                                                | CONCACAF Nations League 2022-2023 - 1º turno                             | -                                                                        |                                                                          |
| 16-6-2023                                                                | Fort Lauderdale                                                          | Antigua e Barbuda                                                        | 0 – 5                                                                    | Guadalupa                                                                | Qual. Gold Cup 2023                                                      | 1                                                                        | 64’                                                                      |
| 20-6-2023                                                                | Fort Lauderdale                                                          | Guadalupa                                                                | 2 – 0                                                                    | Guyana                                                                   | Qual. Gold Cup 2023                                                      | -                                                                        | 80’                                                                      |
| 27-6-2023                                                                | Toronto                                                                  | Canada                                                                   | 2 – 2                                                                    | Guadalupa                                                                | Gold Cup 2023 - 1º turno                                                 | -                                                                        | 84’                                                                      |
| 1-7-2023                                                                 | Houston                                                                  | Cuba                                                                     | 1 – 4                                                                    | Guadalupa                                                                | Gold Cup 2023 - 1º Turno                                                 | -                                                                        | 70’                                                                      |
| 4-7-2023                                                                 | Harrison                                                                 | Guadalupa                                                                | 2 – 3                                                                    | Guatemala                                                                | Gold Cup 2023 - 1º Turno                                                 | -                                                                        | 89’                                                                      |
| 8-9-2023                                                                 | Basseterre                                                               | Saint Kitts e Nevis                                                      | 1 – 2                                                                    | Guadalupa                                                                | CONCACAF Nations League 2023-2024 - 1º turno                             | 1                                                                        | 86’                                                                      |
| 10-9-2023                                                                | Petit-Canal                                                              | Guadalupa                                                                | 4 – 0                                                                    | Sint Maarten                                                             | CONCACAF Nations League 2023-2024 - 1º turno                             | 1                                                                        | 44’                                                                      |
| Totale                                                                   |                                                                          | Presenze                                                                 | 14                                                                       |                                                                          | Reti                                                                     | 3                                                                        |                                                                          |